# Квинт Элий Туберон (юрист)
Квинт Э́лий Туберо́н (лат. Quintus Aelius Tuberō; родился, предположительно, около 76 года до н. э., Рим, Римская республика — умер в 23 году до н. э., там же, Римская империя) — римский государственный деятель и юрист из знатного плебейского рода Элиев Туберонов. Младший анналист, автор истории Рима в 14-ти книгах.

## Биография
Сын Луция Элия Туберона. Когда началась гражданская война между Цезарем и Помпеем, Квинт в 49 году до н. э. поехал в Африку вместе с отцом, которого назначили пропретором провинции. Но легаты Квинт Лигарий и Публий Аттий Вар, захватившие власть в Африке, не позволили семье Туберонов сойти на берег, несмотря на болезнь Квинта. После этого Тубероны поехали в войска Помпея в Эпир, где в 48 году Квинт участвовал в битве при Фарсале. После победы Цезаря Тубероны получили прощение и вернулись в Рим.
В 46 году до н. э. Туберон выдвинул против Лигария обвинение в государственной измене; тот был оправдан только благодаря защите Цицерона. После этой неудачи Туберон отказался от политической деятельности и посвятил себя изучению права. По себе оставил много произведений из государственного и гражданского права, однако эти книги были не очень популярны из-за архаичного языка, на котором они были написаны. Также Квинт написал труд по римской истории от основания города до гражданских войн после смерти Цезаря.
По одной версии, единственной женой и матерью троих старших детей Туберона была Юния, а Луций Сеян Туберон был его внуком. По другой версии, Туберон был женат дважды. Первой его женой была Сульпиция, дочь Сервия Сульпиция Руфа, которая родила ему двух сыновей: Квинта Элия Туберона, консула 11 года до н. э, Секста Элия Ката, консула 4 года и дочь Элию Петину. Вторая жена, Юния, сестра Квинта Юния Блеза, консула-суффекта 10 года, родила ему сына Луция Сея Туберона, суффекта 18 года.